# Dimitar Berbatov
Dimitar Ivanov Berbatov (Blagoevgrad, 30. siječnja 1981.) je bugarski umirovljeni nogometaš. Njegov otac Ivan je također bio nogometaš i igrao je za CSKA Sofiju, a majka Margarita je bila rukometašica.

## Karijera
Berbatov je počeo trenirati u lokalnom klubu Pirinu, za koji je igrao i njegov otac. Tu su ga primijetili skauti CSKA, u čije redove prelazi kada mu je bilo 17 godina. S postignutih 14 golova u 27 utakmica, skreće pažnju na sebe i postaje jedan od najtraženijih mladih napadača. Lecce je bilo zainteresirano za njega i kada se činilo da je sve dogovoreno, transfer je propao. Ostaje još jednu polusezonu u Bugarskoj u kojoj postiže 11 golova. U siječnju 2001. Berbatov potpisuje ugovor s Bayer Leverkusenom.
U prvim utakmicama u dresu Leverkusena nije bio pretjerano efikasan, na 67 utakmica, 16 puta se upisao u strijelce. Veliki doprinos je dao plasmanu svoje momčadi u finale Lige prvaka 2002. u kojem su poraženi od Reala. Sjajnu utakmicu je pružio protiv Lyona, a bio je strijelac i u susretu četvrtfinala protiv Liverpoola. U finalu je ušao u igru u 38. minutu umjesto Thomasa Brdarića.
U Tottenham prelazi 1. srpnja 2006. uz odštetu od 16 milijuna eura. Na debiju protiv Sheffild Uniteda postiže gol. U napadu je igrao u tandemu s Robbijem Keaneom.
Poslije mnogo nagađanja oko toga gdje će nastaviti karijeru, 1. rujna 2008. prelazi u Manchester United, koji je za njega platio 38,85 milijuna eura. U siječnju 2014. prelazi u Monaco.
U rujnu 2015. prelazi bez odštete u grčki PAOK. S Grcima je potpisao jednogodišnji ugovor. Vlasnik PAOK-a, Ivan Savvidis je tri godine pokušavao dovesti Berbatova u Solun i uspio je u ljeto 2015.

## Reprezentacija
Za seniorsku reprezentaciju Bugarske je odigrao 78 utakmica i postigao 48 golova. Za reprezentaciju je debitirao 17. studenog 1999. protiv Grčke, a prvi gol je postigao 13. veljače 2000. godine protiv Čilea.

## Vanjske poveznice
- Profil na Transfermarktu
- Profil na Soccerwayu